# Журавлиное (Черкасская область)
Журавлиное (укр. Журавлине; до 2016 года — Жовтневый Проминь, укр. Жовтневий Промінь) — посёлок в Чернобаевском районе Черкасской области Украины.
Население по переписи 2001 года составляло 121 человек. Почтовый индекс — 19900. Телефонный код — 4739.

## Местный совет
19932, Черкасская обл., Чернобаевский р-н, с. Крутьки, ул. Устименка, 140